# Monte Carlo Masters 2024 - Qualificazioni singolare
Le qualificazioni del singolare maschile del Monte Carlo Masters 2024 sono state un torneo di tennis preliminare per accedere alla fase finale della manifestazione. I vincitori dell'ultimo turno sono entrati di diritto nel tabellone principale. In caso di ritiro di uno o più giocatori aventi diritto a queste sono subentrati i lucky loser, ossia i giocatori che hanno perso nell'ultimo turno ma che avevano una classifica più alta rispetto agli altri partecipanti che avevano comunque perso nel turno finale.

## Teste di serie
1. Yannick Hanfmann (ultimo turno, lucky loser)
2. Daniel Altmaier (ultimo turno, lucky loser)
3. Facundo Díaz Acosta (ultimo turno, lucky loser)
4. Aleksandr Ševčenko (primo turno)
5. Dušan Lajović (primo turno)
6. Christopher O'Connell (qualificato)
7. Lorenzo Sonego (ultimo turno, lucky loser)

1. Flavio Cobolli (primo turno)
2. Aleksandar Vukic (ultimo turno, lucky loser)
3. Alex Michelsen (primo turno)
4. Jaume Munar (qualificato)
5. Arthur Cazaux (ritirato)
6. Luca Nardi (qualificato)
7. Arthur Rinderknech (ultimo turno)

## Qualificati
1. Jaume Munar
2. Corentin Moutet
3. Sumit Nagal
4. Federico Coria

1. Luca Nardi
2. Christopher O'Connell
3. Roberto Bautista Agut

### Lucky loser
1. Yannick Hanfmann
2. Daniel Altmaier
3. Facundo Díaz Acosta

1. Lorenzo Sonego
2. Aleksandar Vukic

## Tabellone

### Legenda
| - Q = Qualificato - WC = Wild card - LL = Lucky loser | - ALT = Alternate - SE = Special Exempt - PR = Protected Ranking | - w/o = Walkover - r = Ritirato - d = Squalificato |

### Sezione 1
|  | Primo turno | Primo turno             | Primo turno             | Primo turno | Primo turno |  |  | Ultimo turno | Ultimo turno     | Ultimo turno | Ultimo turno | Ultimo turno |  |
|  |             |                         |                         |             |             |  |  |              |                  |              |              |              |  |
|  | 1           | Yannick Hanfmann        | 4                       | 6           | 6           |  |  |              |                  |              |              |              |  |
|  |             | Hugo Gaston             | 6                       | 0           | 4           |  |  | 1            | Yannick Hanfmann | 7            | 1            | 5            |  |
|  |             | Botic van de Zandschulp | Botic van de Zandschulp | 1           | r           |  |  | 11           | Jaume Munar      | 67           | 6            | 7            |  |
|  | 11          | Jaume Munar             | Jaume Munar             | 4           |             |  |  |              |                  |              |              |              |  |

### Sezione 2
|  | Primo turno | Primo turno     | Primo turno     | Primo turno | Primo turno |  |  | Ultimo turno | Ultimo turno    | Ultimo turno    | Ultimo turno | Ultimo turno |  |
|  |             |                 |                 |             |             |  |  |              |                 |                 |              |              |  |
|  | 2           | Daniel Altmaier | 2               | 6           | 6           |  |  |              |                 |                 |              |              |  |
|  |             | Luca Van Assche | 6               | 2           | 3           |  |  | 2            | Daniel Altmaier | Daniel Altmaier | 2            | 4            |  |
|  | Alt         | Corentin Moutet | Corentin Moutet | 6           | 6           |  |  | Alt          | Corentin Moutet | Corentin Moutet | 6            | 6            |  |
|  | 10          | Alex Michelsen  | Alex Michelsen  | 1           | 3           |  |  |              |                 |                 |              |              |  |

### Sezione 3
|  | Primo turno | Primo turno         | Primo turno         | Primo turno | Primo turno |  |  | Ultimo turno | Ultimo turno        | Ultimo turno | Ultimo turno | Ultimo turno |  |
|  |             |                     |                     |             |             |  |  |              |                     |              |              |              |  |
|  | 3           | Facundo Díaz Acosta | Facundo Díaz Acosta | 6           | 6           |  |  |              |                     |              |              |              |  |
|  | WC          | Diego Schwartzman   | Diego Schwartzman   | 3           | 4           |  |  | 3            | Facundo Díaz Acosta | 5            | 6            | 2            |  |
|  |             | Sumit Nagal         | Sumit Nagal         | 6           | 6           |  |  |              | Sumit Nagal         | 7            | 2            | 6            |  |
|  | 8           | Flavio Cobolli      | Flavio Cobolli      | 2           | 3           |  |  |              |                     |              |              |              |  |

### Sezione 4
|  | Primo turno | Primo turno        | Primo turno        | Primo turno | Primo turno |  |  | Ultimo turno | Ultimo turno       | Ultimo turno | Ultimo turno | Ultimo turno |  |
|  |             |                    |                    |             |             |  |  |              |                    |              |              |              |  |
|  | 4           | Aleksandr Ševčenko | Aleksandr Ševčenko | 2           | 4           |  |  |              |                    |              |              |              |  |
|  |             | Federico Coria     | Federico Coria     | 6           | 6           |  |  |              | Federico Coria     | 6            | 4            | 6            |  |
|  | WC          | Hugo Nys           | Hugo Nys           | 3           | 1           |  |  | 14           | Arthur Rinderknech | 3            | 6            | 4            |  |
|  | 14          | Arthur Rinderknech | Arthur Rinderknech | 6           | 6           |  |  |              |                    |              |              |              |  |

### Sezione 5
|  | Primo turno | Primo turno      | Primo turno      | Primo turno | Primo turno |  |  | Ultimo turno | Ultimo turno     | Ultimo turno | Ultimo turno | Ultimo turno |  |
|  |             |                  |                  |             |             |  |  |              |                  |              |              |              |  |
|  | 5           | Dušan Lajović    | Dušan Lajović    | 2           | 3           |  |  |              |                  |              |              |              |  |
|  |             | Alexandre Müller | Alexandre Müller | 6           | 6           |  |  |              | Alexandre Müller | 6            | 4            | 4            |  |
|  | WC          | Lucas Pouille    | Lucas Pouille    | 4           | 3           |  |  | 13           | Luca Nardi       | 3            | 6            | 6            |  |
|  | 13          | Luca Nardi       | Luca Nardi       | 6           | 6           |  |  |              |                  |              |              |              |  |

### Sezione 6
|  | Primo turno | Primo turno           | Primo turno      | Primo turno | Primo turno |  |  | Ultimo turno | Ultimo turno          | Ultimo turno | Ultimo turno | Ultimo turno |  |
|  |             |                       |                  |             |             |  |  |              |                       |              |              |              |  |
|  | 6           | Christopher O'Connell | 7                | 3           | 6           |  |  |              |                       |              |              |              |  |
|  | Alt         | Maximilian Marterer   | 5                | 6           | 3           |  |  | 6            | Christopher O'Connell | 6            | 3            | 7            |  |
|  | WC          | Lucas Catarina        | Lucas Catarina   | 2           | 4           |  |  | 9            | Aleksandar Vukic      | 2            | 6            | 65           |  |
|  | 9           | Aleksandar Vukic      | Aleksandar Vukic | 6           | 6           |  |  |              |                       |              |              |              |  |

### Sezione 7
|  | Primo turno | Primo turno           | Primo turno           | Primo turno | Primo turno |  |  | Ultimo turno | Ultimo turno          | Ultimo turno | Ultimo turno | Ultimo turno |  |
|  |             |                       |                       |             |             |  |  |              |                       |              |              |              |  |
|  | 7           | Lorenzo Sonego        | 4                     | 6           | 6           |  |  |              |                       |              |              |              |  |
|  | Alt         | David Goffin          | 6                     | 4           | 4           |  |  | 7            | Lorenzo Sonego        | 1            | 6            | 2            |  |
|  |             | Dominic Thiem         | Dominic Thiem         | 1           | 2           |  |  | Alt          | Roberto Bautista Agut | 6            | 2            | 6            |  |
|  | Alt         | Roberto Bautista Agut | Roberto Bautista Agut | 6           | 6           |  |  |              |                       |              |              |              |  |